# آوی شانموگی
آوی شانموگی (به تامیلی: Avvai Shanmughi) فیلمی محصول سال ۱۹۹۶ و به کارگردانی کی. اس. راویکومار است. در این فیلم بازیگرانی همچون کمال حسن، مینا، جمینی گانسان، ناگش، نثار، هیرا راجاگوپال ایفای نقش کرده‌اند.
فیلم عمه ۴۲۰ بازسازی این فیلم است.